# Kalapuyas
Pour les articles homonymes, voir Kalapuya.
Les Kalapuyas (aussi orthographié Calapooia, Calapuya, Calapooya, Kalapooia et Kalapooya) sont des autochtones amérindiens vivant dans l'Ouest de l'Oregon. Leur territoire traditionnel s'étend des sommets de la chaîne des Cascades à l'est jusqu'à la chaîne côtière de l'Oregon à l'ouest, et du fleuve Columbia au nord jusqu'aux montagnes Calapooya et l'Umpqua au sud. Ils font partie des tribus confédérées de la communauté de Grand Ronde (Confederated Tribes of the Grand Ronde Community of Oregon). Ils sont composés des Tualatin, des Yamhill, des Pudding River (Ahantchuyuk), des Luckiamute, des Santiam, des Mary's River (Chepenefa), des Muddy Creek (Chemapho), des Tsankupi, des Mohawk, des Chafan, des Long Tom (Chelamela), des Winefelly et des Yoncalla.